# Sibylle Broll-Pape
Sibylle Broll-Pape (* in Iserlohn im Sauerland) ist eine deutsche Regisseurin und Theaterleiterin.

## Leben
Nach einem Studium der Mathematik, Informatik und Anglistik an den Universitäten Dortmund und Bonn arbeitete sie ab 1983 in verschiedenen freien Theatergruppen in Nordrhein-Westfalen als Regisseurin, Dramaturgin und Produzentin. Ihr Schwerpunkt war dabei der multimediale Bereich. 1991 gründete sie das Prinzregenttheater in Bochum und leitete es von 1995 bis 2015. Seit 1999 konzentriert sie sich auf die Inszenierung zeitgenössischen Schauspiels und Musiktheaters und erhielt Einladungen zu diversen Festivals im In- und Ausland, u. a. zum Festival „Impulse“, dem Theatertreffen der freien Szene, 1999 und 2001.
Seit der Spielzeit 2015/16 ist sie Intendantin des E.T.A.-Hoffmann-Theaters in Bamberg. Unter ihrer Intendanz wurde das Theater 2017 für sein Programm von Kulturstaatsministerin Monika Grütters mit dem Theaterpreis des Bundes ausgezeichnet. Seit 2020 ist Broll-Pape Vorsitzende der Intendant*innengruppe im Landesverband Bayern des Deutschen Bühnenvereins. Ebenfalls 2020 wurde sie in die Deutsche Akademie der Darstellenden Künste aufgenommen.

## Inszenierungen (kleine Auswahl)
- Oktober 2015: Die Nibelungen von Friedrich Hebbel im E.T.A.-Hoffmann-Theater Bamberg
- September 2013: Othello von William Shakespeare im Prinzregenttheater Bochum[4]
- Mai 2013: Anna Karenina von Armin Petras nach dem Roman von Leo Tolstoi im Prinzregenttheater Bochum[5]
- November 2012: Kabale und Liebe von Friedrich Schiller im Prinzregenttheater Bochum[6]
- Januar 2012: Süden von Julien Green in Klagenfurt am Wörthersee
- September 2011: Buddenbrooks von John von Düffel nach dem Roman von Thomas Mann im Prinzregenttheater Bochum[7]
- November 2009: Peter Pan von James Matthew Barrie in Klagenfurt am Wörthersee[8]
- Oktober 2007: Die Eröffnung von Peter Turrini in Klagenfurt am Wörthersee[9]
- November 2006: Peter Pan, St. Gallen[10]
- 1999:Der Mann, der noch keiner Frau Blöße entdeckte (Rinke), Bochum, Einladung zum Impulse-Festival
- 2001:Die arabische Nacht (Schimmelpfennig), Bochum Einladung zum Impulse-Festival[11]